# 숭실대학교 총장 목록
숭실대학교 총장(崇實大學校 總長)은 숭실대학교 교직원을 대표하고, 대학의 학사 운영 등 학교 관리 업무를 대표한다.
현재 숭실대학교와, 그 전신인 합성숭실대학교와 숭실전문학교의 교장, 숭실대학 학장과 숭전대학교 총장 등을 아울러 다룬다.

## 역대 총장 목록
| 대수                         | 이름               | 영문/한자이름     | 임기시작    | 임기종료    | 직위명 |
| ---------------------------- | ------------------ | ----------------- | ----------- | ----------- | ------ |
| 합성숭실대학교 (1897 ~ 1928) |                    |                   |             |             |        |
| 초대                         | 윌리엄 M. 베어드   | William M. Baird  | 1897년 10월 | 1915년 3월  | 학장   |
| 2대                          | R. O. 레이너       | R. O. Reiner      | 1915년 4월  | 1918년 3월  | 학장   |
| 3대                          | 새뮤얼 오스틴 모펫 | Samuel A. Moffett | 1918년 4월  | 1928년 9월  | 학장   |
| 숭실전문학교 (1928 ~ 1938)   |                    |                   |             |             |        |
| 4대                          | S. G. 매큔         | S. G. McCune      | 1928년 9월  | 1936년 3월  | 교장   |
| 5대                          | E. M. 모우리       | E. M. Mowry       | 1936년 3월  | 1938년 3월  | 교장   |
| 숭실대학 (1954 ~ 1970)       |                    |                   |             |             |        |
| 6대                          | 한경직             | 韓景職            | 1954년 5월  | 1958년 9월  | 학장   |
| 7대                          | 김성락             | 金聖樂            | 1958년 9월  | 1964년 11월 | 학장   |
| 8대                          | 고병간             | 高秉幹            | 1964년 11월 | 1966년 12월 | 학장   |
| 9대                          | 김형남             | 金瀅楠            | 1967년 2월  | 1972년 2월  | 학장   |
| 숭전대학교 (1970 ~ 1987)     |                    |                   |             |             |        |
| 초대                         | 김형남             | 金瀅楠            | 1972년 2월  | 1973년 1월) | 총장   |
| 2대                          | 이한빈             | 李漢彬            | 1973년 2월  | 1977년 2월  | 총장   |
| 3대                          | 고범서             | 高範瑞            | 1977년 7월  | 1981년 7월  | 총장   |
| 4대                          | 강신명             | 姜信明            | 1982년 1월  | 1985년 6월  | 총장   |
| 5대                          | 김치선             | 金致善            | 1985년 12월 | 1987년 2월  | 총장   |
| 숭실대학교 (1987 ~ 현재)     |                    |                   |             |             |        |
| 5대                          | 김치선             | 金致善            | 1987년 3월  | 1989년 2월  | 총장   |
| 6대                          | 조요한             | 趙要翰            | 1989년 3월  | 1993년 2월  | 총장   |
| 7대                          | 김성진             | 金聲振            | 1993년 3월  | 1997년 2월  | 총장   |
| 8대                          | 어윤배             | 魚允培            | 1997년 3월  | 2001년 2월  | 총장   |
| 9대                          | 어윤배             | 魚允培            | 2001년 3월  | 2002년 2월  | 총장   |
| 10대                         | 이중               | 李中              | 2002년 3월  | 2005년 2월  | 총장   |
| 11대                         | 이효계             | 李孝桂            | 2005년 3월  | 2009년 2월  | 총장   |
| 12대                         | 김대근             | 金大根            | 2009년 3월  | 2013년 1월  | 총장   |
| 13대                         | 한헌수             |                   | 2013년 2월  | 2017년 1월  | 총장   |
| 14대                         | 황준성             |                   | 2017년 2월  | 2021년 1월  | 총장   |
| 15대                         | 장범식             |                   | 2021년 2월  | 2025년 1월  | 총장   |
| 16대                         | 이윤재             |                   | 2025년 2월  |             | 총장   |

## 같이 보기
- 숭실대학교
- 학교법인 숭실대학교
- 한남대학교